# 孔賢珠
孔賢珠（韓語：공현주，1984年1月7日—），韓國女演员、模特兒。2001年SBS超级模特选拔大赛获奖后出道。

## 個人生活
2013年8月6日，與李相燁交往半年的戀情曝光。
2016年8月23日，媒體報導雙方於公開戀愛三年後分手之消息。
2019年2月，孔賢珠透過經理人公司宣布將在3月與大她一年的圈外男友結婚。

## 演出作品
| 年份   | 電視臺  | 劇名              | 角色           |
| ------ | ------- | ----------------- | -------------- |
| 2003年 | SBS     | All In 真愛賭注   |                |
| 2004年 | SBS     | 妻子的叛亂        |                |
| 2004年 | SBS     | 不是一個人        |                |
| 2005年 | SBS     | 結婚              | 吳秀智         |
| 2007年 | KBS     | 為尋花而來        | 吳南京         |
| 2007年 | SBS     | 黃金新娘          | 車仁靜         |
| 2008年 | KBS     | 你是我的命運      | 金秀彬         |
| 2012年 | SBS     | 傻瓜媽媽          | 韓秀仁         |
| 2012年 | KBS     | Family            |                |
| 2014年 | JTBC    | 我們能相愛嗎      | 申允荷（客串） |
| 2014年 | MBC     | Hotel King        | 車秀安         |
| 2015年 | JTBC    | 為純情著迷        | 韓芝賢         |
| 2016年 | SBS     | 愛是點點滴滴      | 韓彩琳         |
| 2019年 | MBN     | 優雅的家          | 白秀珍         |
| 2020年 | TV朝鮮  | 復仇吧            | 鄭珠妍         |
| 2021年 | tvN     | High Class        | 車道英         |
| 2025年 | Netflix | 弱美男英雄Class 2 | 連始垠的母親   |

### 電影
- 2018年：《回來吧，釜山港之愛》
- 2019年：《妓院公子（朝鲜语：기방도령）》飾演 劉靜

### MV
- 2008年：金鍾旭《壞男人》（與李凡秀、韓銀貞）
- 2008年：Nell《遠離》

## 外部連結
- EPG 
- 孔賢珠的X（前Twitter）
- 孔賢珠的新浪微博
- 孔賢珠的Instagram帳戶